# Lyponia delicatula
Lyponia delicatula là một loài bọ cánh cứng trong họ Lycidae. Loài này được Kiesenwetter miêu tả khoa học năm 1874.